# Itala (entreprise)
Pour les articles homonymes, voir Itala.

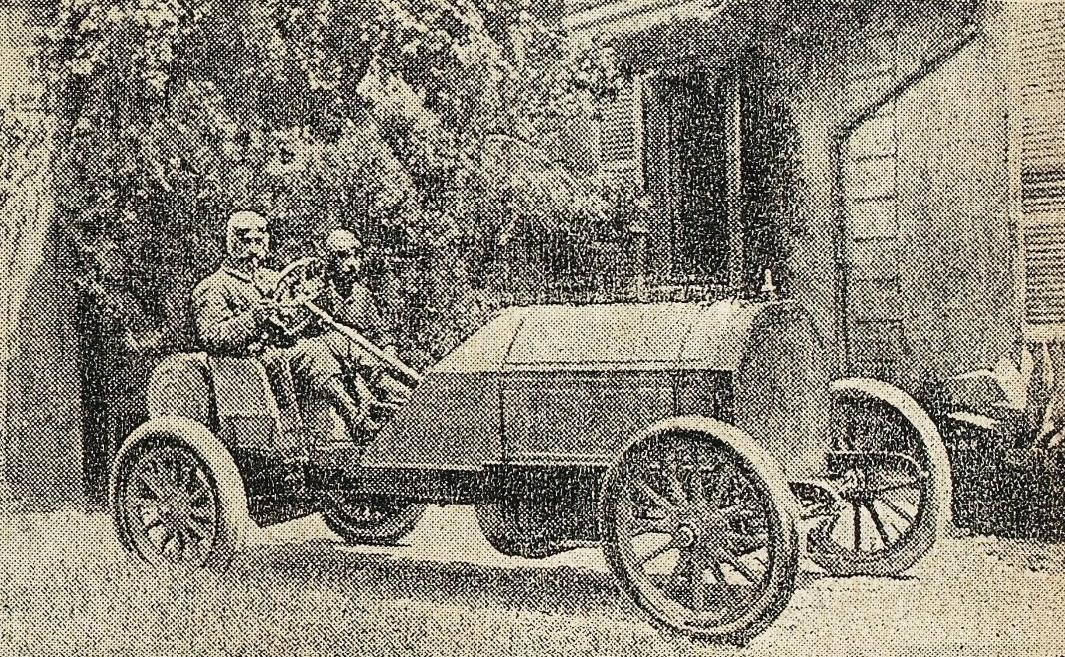
Pierre de Caters, au volant de l'Itala Grand Prix de 1906.

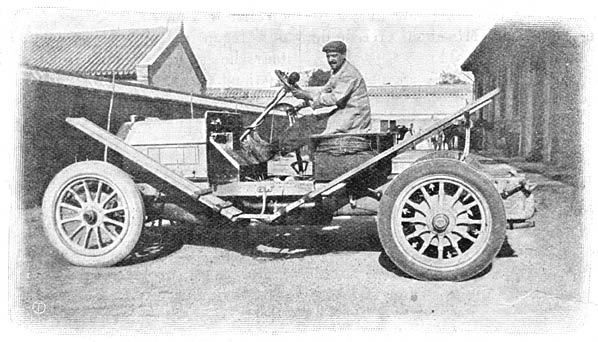
Ettore Guizzardi à bord de l'Itala de 1907.

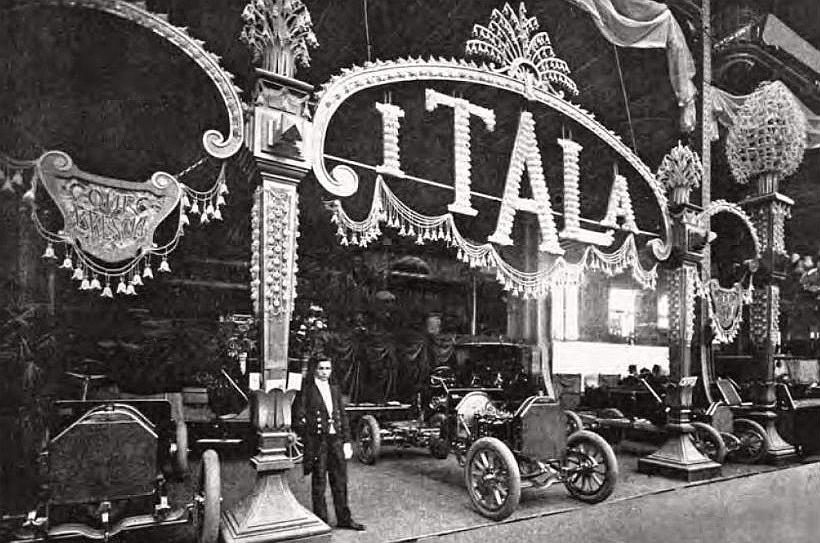
Somptueux stand Itala au Salon de l'automobile de Paris, en novembre 1907.

Itala est une marque automobile italienne fondée à Turin en 1903 par Matteo Ceirano et cinq autres membres dont le pilote Guido Bigio (en). Atala était spécialisé dans les voitures de sport et de luxe. Elle fit faillite en 1934

## Histoire
En 1904 Matteo Ceirano, fort de son expérience dans la société Ceirano de son frère Giovanni Battista Ceirano, fonde avec cinq partenaires la société Ceirano Matteo & Cie Vetture Marca Itala, futur Itala S.A. Cette année-là, l'entreprise proposait trois modèles : la 18 HP, 24 HP et 50 HP.
En 1905 ils créent un véhicule de course, la 100 HP, équipée d'un moteur cinq-cylindres de 14,8 Litres. Celui-ci remporte le Coppa Florio dans l'année et gagne le Targa Florio l'année suivante.
En 1907, Alessandro Cagno gagna la coupe de vitesse de Brescia sur une 120 HP. C'est aussi en 1907 que le prince Scipione Borghese remporta le raid Pékin-Paris avec une Itala 35-45 HP en compagnie du mécanicien Ettore Guizzardi (it) et du journaliste Luigi Barzini envoyé spécial du Corriere della Sera. Ils finirent le raid en 60 jours en devançant de 20 jours les deux autres concurrents restants. En écrivant le récit de ce raid dans La metà del mondo vista da un automobile il contribua à étendre la renommée de l'entreprise. Une Itala 35-45 HP a été restauré en 1987 et est aujourd'hui conservée au Musée Biscaretti de Turin. Le véhicule a reproduit l'exploit en 2007 pour le centenaire avec l'expédition italienne Overland (en).
Après un accord avec Fiat dès 1906, cette marque rencontra un certain succès jusqu'en 1914. Les usines occupaient 1 250 ouvriers sur 80 000 m2 et cinq modèles étaient produits. Certains bénéficièrent d'un moteur sans soupapes original. Itala construisait aussi des camions pour l'armée. Mais en 1916, pour l'effort de guerre, elle dut produire pour les alliés des moteurs d'avions sous licence Hispano-Suiza. Par suite de retards de mise en fabrication, la commande officielle de 3 000 moteurs ne put être honorée avant l'armistice et la société fut en très grande difficulté financière. En quasi liquidation dès 1921, elle sortit malgré tout des modèles six cylindres sous forme de châssis à carrosser. En 1929 une tentative de sauvetage avec un marché public de véhicules militaires échoua. C'est en 1934 que la firme Itala cessa toute activité.

## Innovations technologiques
Itala introduisit de nombreuses innovations technologiques comme la transmission par arbre, remplaçant les transmission par chaîne, ou encore l'Avalve, système de soupapes rotatives développé par Leo Villa qui assuraient la régularité et un minimum de confort acoustique pour son moteur V8. Ce dispositif donna son nom au modèle 50 HP qui fut produit de 1913 à 1916. Comme on peut le remarquer sur les figures ci-dessous, une soupape alimente deux cylindres.

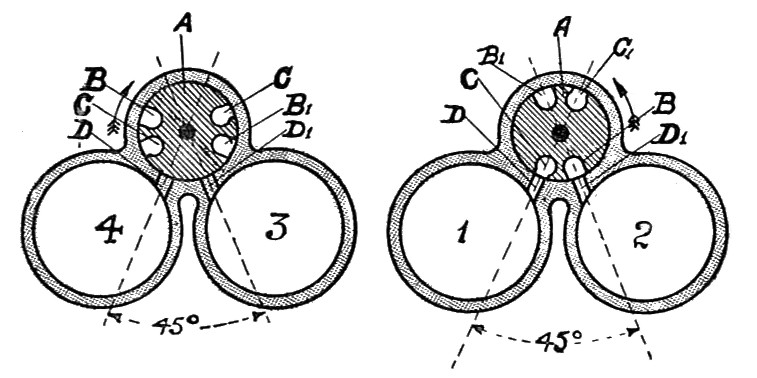
soupape et cylindres vu de dessus
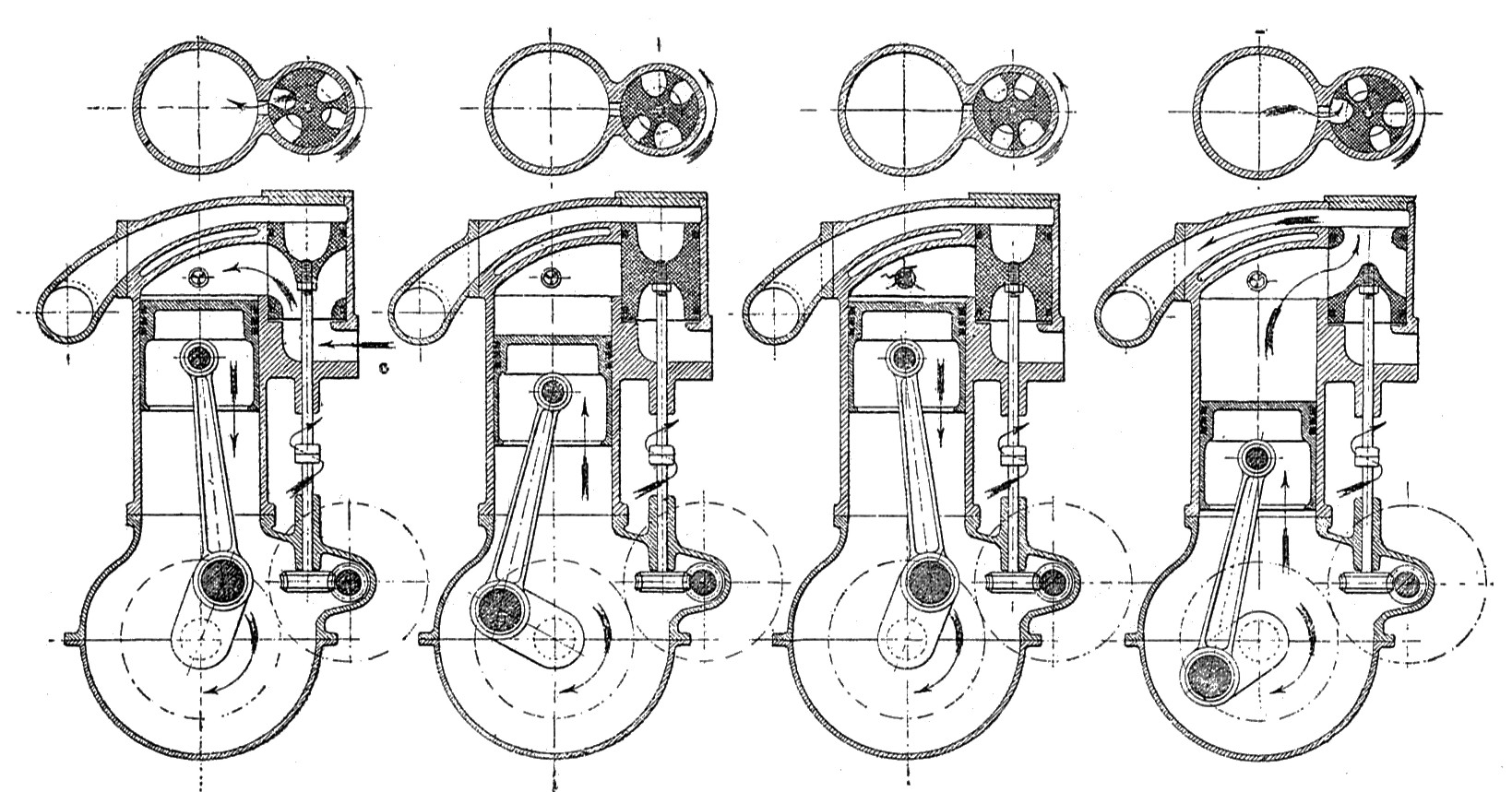
Mouvement de la soupape
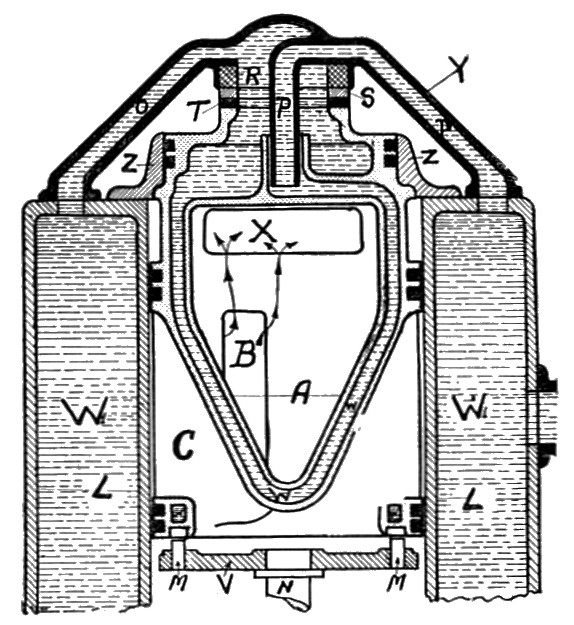
Refroidisseur à eau du système avalve

## Modèles
- 18 HP
- 24 HP
- 50 HP
- 100 HP, véhicule de course qui remporta le Targa Florio en 1906
- 120 HP, véhicule de course qui remporta la course de vitesse de Brescia en 1907
- 35-45 HP, véhicule qui remporta le raid Pékin-Paris en 1907 avec une large avance de 20 jours sur le second.
- Itala 56 Sport en 1918
- Itala 50 torpédo, construite de 1919 à 1926.
- Itala 51 en 1923
- Itala typo 11 en 1925
- Itala 65 Sport-Coupé-Royal en 1932

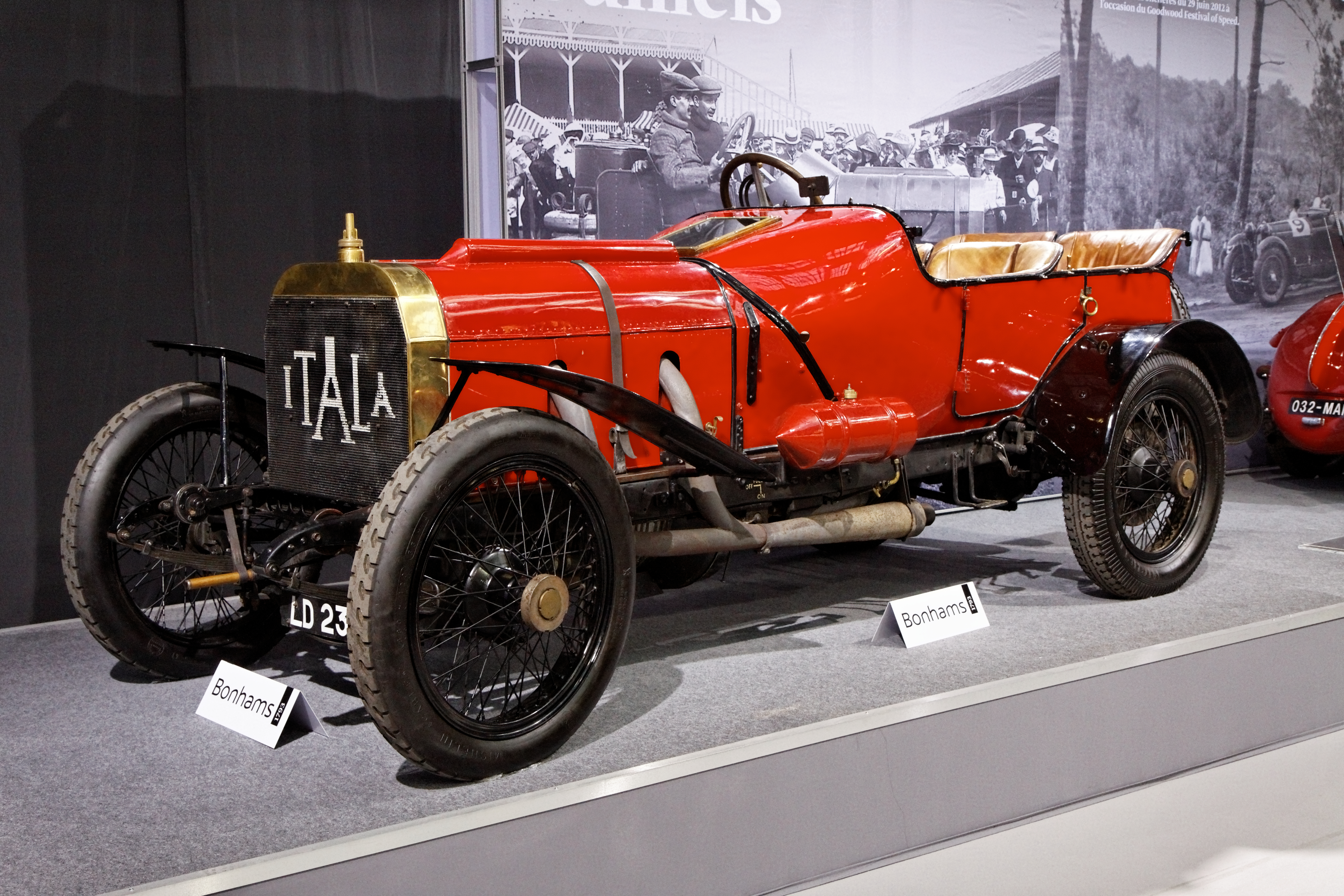
Itala 100 HP Grand Prix de 1906
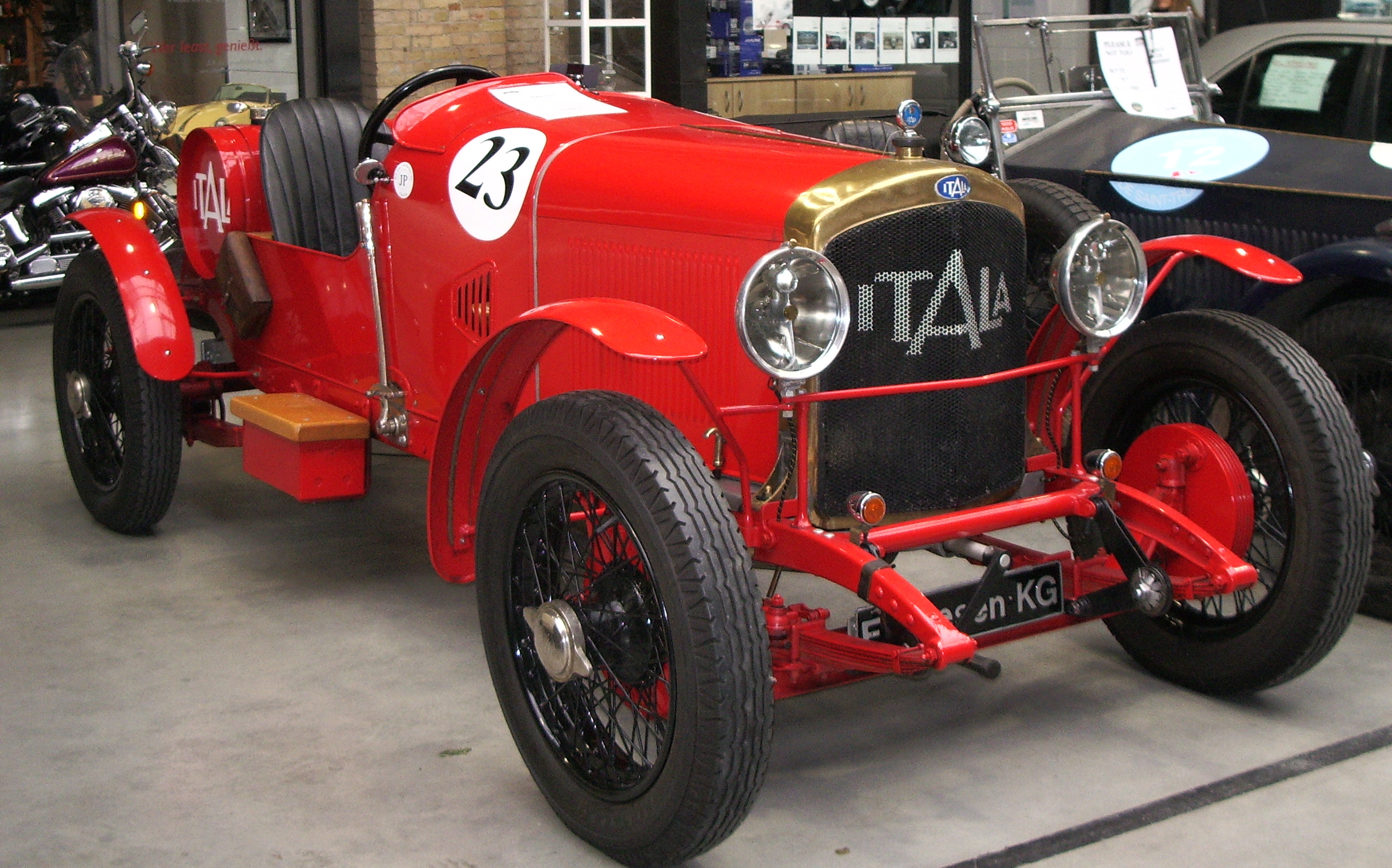
Itala 51 de 1923
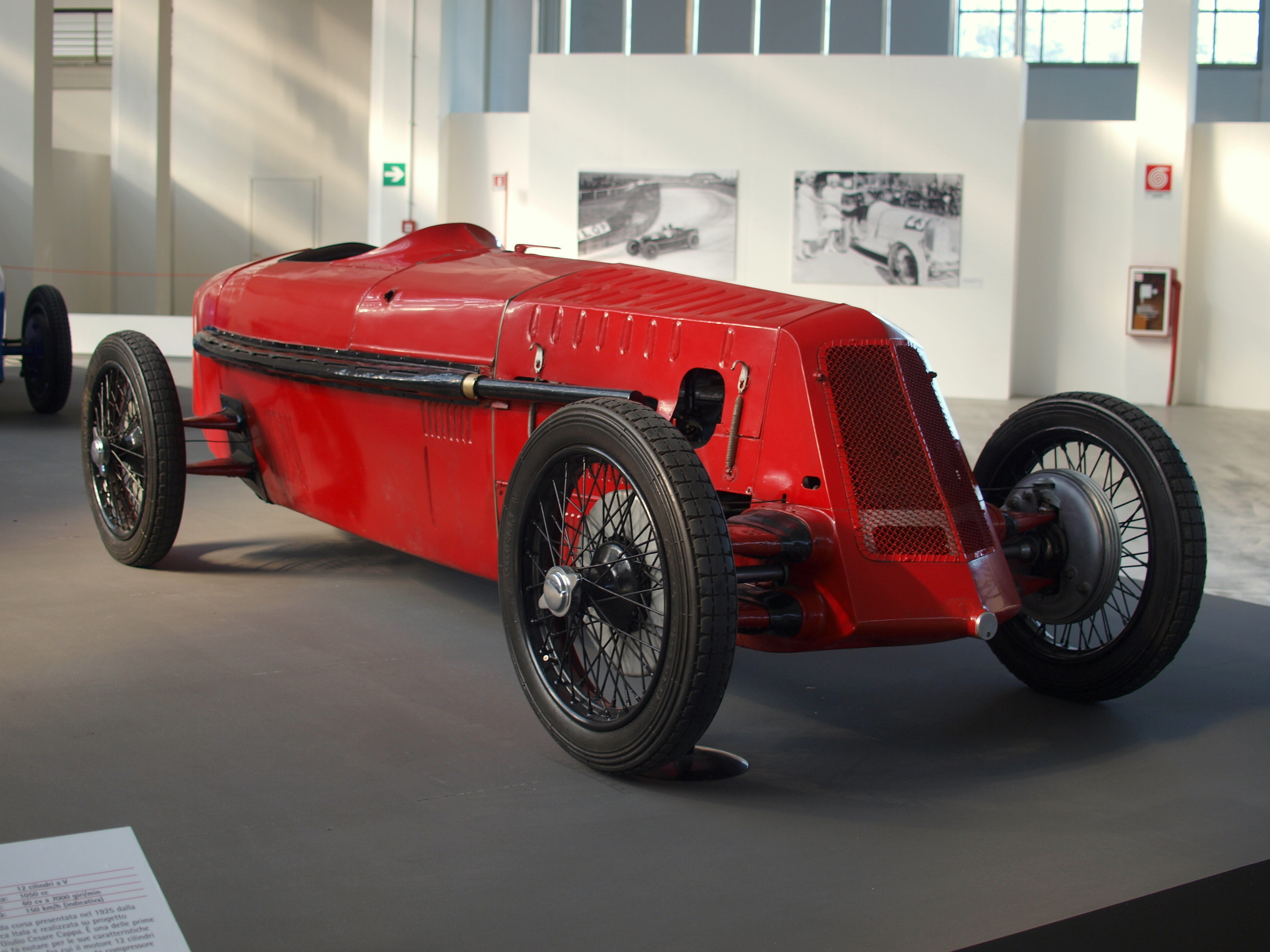
Itala typo 11 de 1925
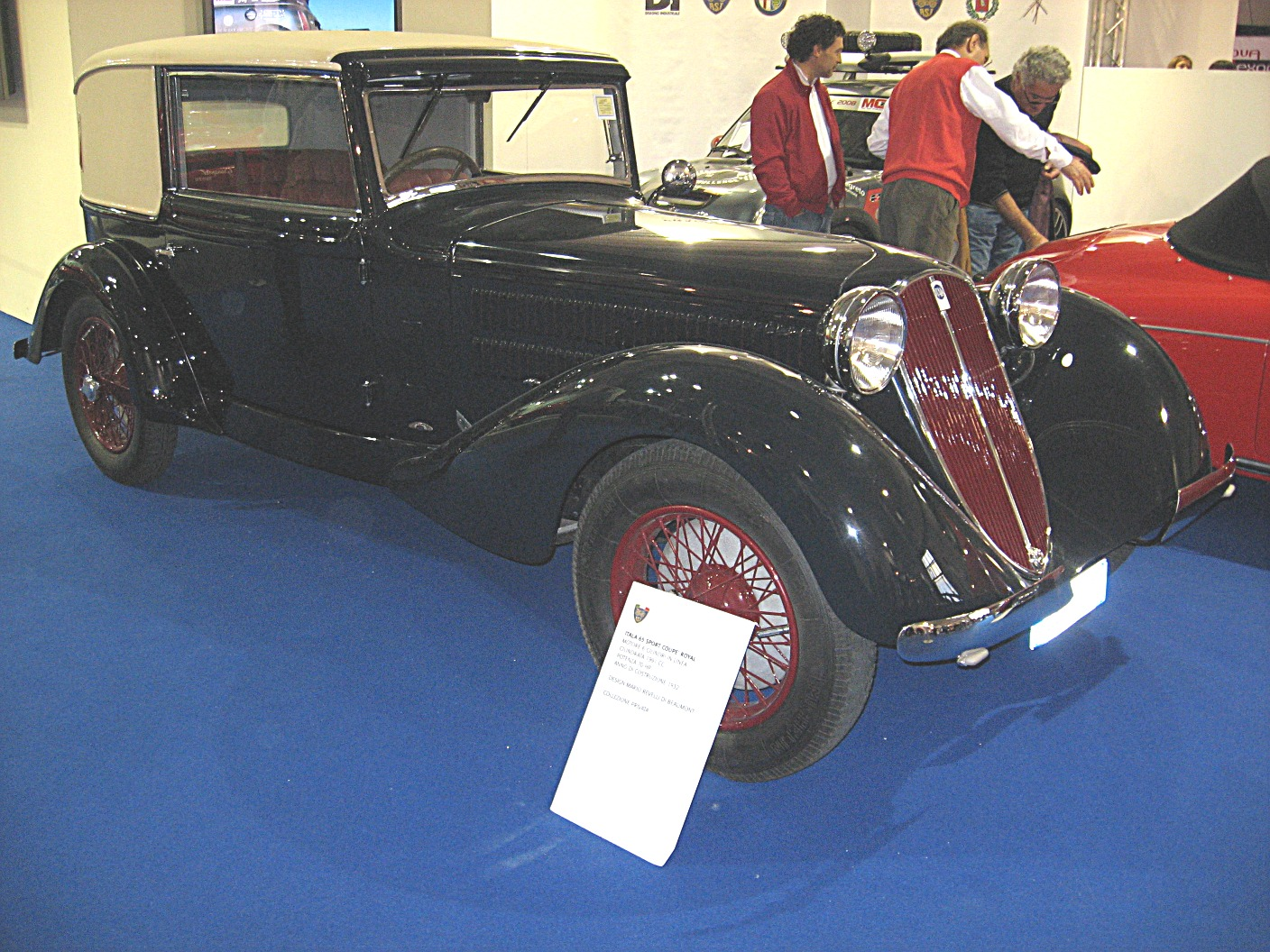
Itala 65 Sport-Coupé-Royal de 1932

## Palmarès sportif notable
- Targa Florio 1906 (Cagno)

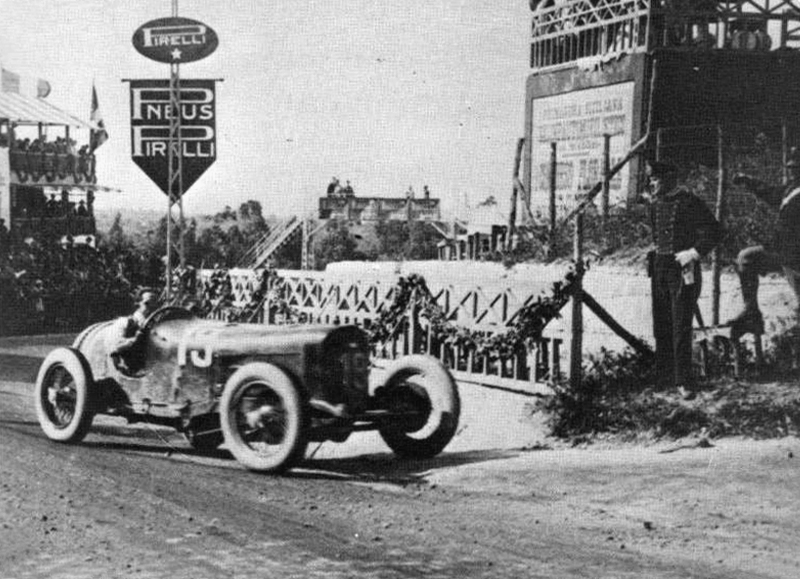
Materassi sur Itala-Hispano Suiza "Speciale", durant la Targa Florio 1926.

- Côte de Riesberg 1907 et 1908 (Schiller)[1]
- Pékin-Paris 1907 (Borghèse)
- Coppa della Velocità 1907 (Cagno, à Brescia)
- Coppa della Collina Pistoiese 1924, 1925, 1926 (Materassi)
- Coppa di Perugia 1924, 1926 et 1927 (Materassi)
- Coppa della Consuma 1924, près de Florence (Materassi)
- Coppa Montenero 1925 et 1926 (Materassi)
- Circuito stradale del Mugello 1925 et 1926 (Materassi)
- Circuito del Savio 1925 (Materassi)
- Monte Capannone 1926 (Cortese).

## Pilotes notables
- Emilio Materassi
- Giulio Foresti